# 旅日韩国民主统一联合
旅日韓國民主統一聯合（日语：／ Zainichi Kankoku Minshu Tōitsu Rengō），简称“韩统联”（／ Kantōren），是一个主张韩国民主化及朝鮮半島統一的在日韩国人组织，总部位于日本东京都千代田区。该组织与朝鮮民主主義人民共和國政府（朝鲜政府）及旅日朝鮮人總聯合會（总联）一起，被韩国大法院以违反《国家保安法》为由，判定为“反国家团体”。

## 历史
韩统联源自在日韩国人组织——在日本大韩民国民团（民团）内部支持韩国民主化运动、反对“军部独裁”的派别。1961年，五一六军事政变后，民团内部支持推进“四·一九运动”的“民主派”与支持朴正熙独裁统治的“从属派”发生尖锐对立。1971年，在在韩国中央情报部（今国家情报院）的介入下，从属派彻底控制了民团领导层，与民主派的对立日趋激烈。1972年，民主派（包括原民团所属的“旅日韩国青年同盟”，简称“韩青”）被开除出民团。此后被开除的民主派成员以共同推进《南北共同声明》为由，开始与倾向朝鲜政府的总联合作。
1973年，“南韓民主回复统一促进国民会议”（韩民统）成立，推举流亡海外的反对派领袖金大中为议长。原本金大中受韩统连的邀请，从美国赴日参加活动，然而1973年8月8日，金大中被韩国中央情报部特工绑架回韩国；一周后（15日）的成立大会上，韩民统推举金载华为代表代行。韩民统成立后，即投入到反对朴正熙政权“维新体制”的运动当中，并要求韩国释放包括金大中在内的政治犯，同时支援韩国国内的劳工运动。1978年，韩国大法院以组织间谍活动为由，宣布韩民统为“反国家团体”。
全斗焕上台后，除韩国民主运动及劳工运动外，韩民统也开始支持朝鮮半島統一运动，反对驻韩美军及美韩联合军演。1987年，新上台的韩国总统卢泰愚发表旨在推动民主化的《六·二九宣言》，受此影响，韩民统于1989年改组为“旅日韓國民主統一聯合”（韩统联）。然而由于支援韩国国内的统一运动，韩统联于1990年再次被列入“反国家团体”名单，一直持续至今。
根据韩国《国家保安法》第六条，包括韩统联在内的“反国家团体”成员被禁止进入韩国境内。在金大中、卢武铉执政时期，韩统联成员曾获邀访韩；但在李明博上台、保守派重新执政后，新政府要求搜查访韩的韩统联成员，并拒绝颁发护照，事实上再次禁止韩统联成员入境。

## 组织
根据韩统联官网的介绍，除东京本部外，韩统联在日本的神奈川县、爱知县、三重县、京都府、大阪府、兵库县及广岛县设有分部，并拥有如下会员团体：
- 旅日韩国青年同盟（韩青，原民团所属，后与民团民主派一起被开除出民团，之后加入韩统联的前身韩民统）
- 旅日韩国人学生协议会（学生协）
- 旅日韩国民主女性会（民主女性会）

另外，韩统联还创办有报纸《民族时报》，每月第一个星期五发行，为该组织机关报。

## 活动内容
根据韩统联网站介绍，该组织主要活动内容包括：
- 推进朝鮮半島統一，主张以联邦制统一朝鮮半島；
- 废除《国家保安法》等，进一步推动韩国民主化；
- 维护在日韩国人权利，推进韓國語及朝鮮歷史教育，促进同胞交流；
- 支持反战运动及无核化。